# 段威
段威（509年—575年8月9日），字杀鬼，北海郡期原县人，北魏、西魏、北周官员。

## 生平
段威最初投靠尔朱荣，自奉朝请升任征虏将军、内散大夫。高欢掌权后，段威出任朔州长史。大统三年（537年），段威被在沙苑之战中被俘虏，宇文泰以他为帐内都督。段威又转任征虏将军、太中大夫，又任抚军将军、通直散骑常侍、旅贲大夫。北周受禅，段威转任虎贲大夫，外任使持节、洮州诸军事、洮州刺史。段威又出任骠骑大将军、开府仪同三司，进爵为新阳县公，食邑一千五百户。段威又出任使者，前往突厥，返回后出任甘州诸军事、甘州刺史。建德四年七月十七日（575年8月9日），段威在长安去世，虚岁六十七，朝廷赠予使持节、河洮二州诸军事、洮州刺史，开皇十五年岁次乙卯十月丙戌朔廿四日己酉（595年12月1日）与夫人刘妙容合葬于洪渎川奉贤乡大和里。

## 家族

### 祖父
- 段某，从北海郡迁居武川[1]

### 父亲
- 段寿，北魏沧州刺史[1]

### 夫人
- 刘妙容（528年—590年），弘农人，北魏恒州刺史刘康孙女，仪同三司、荆州刺史刘遵之女[1]

### 子女
- 段文振
- 段文操